# جلان باين
جلان باين (بالإنجليزية: Glen Payne)‏ هو مغني أمريكي، ولد في 20 أكتوبر 1926 في رويز سيتي في الولايات المتحدة، وتوفي في 15 أكتوبر 1999.